# France Anglade
Marie France Anglade (Constantina, 17 de julio de 1942-La Verrière, 28 de agosto de 2014) fue una actriz de cine argelino-francesa.

## Biografía
Originaria de Châlons-sur-Marne, en 1958 Anglade pasaba las vacaciones con una tía en Chelles, donde Jean Delannoy filmaba los exteriores de Guinguette con Zizi Jeanmaire. Un asistente se fijó en ella y la animó a convertirse en actriz. A partir de entonces se mudó a París, donde posó para campañas publicitarias con Geneviève Grad y como modelo de moda para la revista Elle, luego se inició como actriz. En 1968, ocupó el papel principal de Caroline chérie. Pero a partir de la década de 1970, su carrera declinó y solo realizó apariciones ocasionales. Falleció 28 de agosto de 2014 a los 72 años por causas naturales.

## Filmografía seleccionada
- Guinguette (1959): Figuration.
- Les Amours célèbres (1961): Lisette (segmento: «Lauzun»).
- Les Parisiennes (1962): Una colegiala (segmento: «Sophie»).
- Los siete pecados capitales (1962) (segmento: «L'Envie»).
- Comme un poisson dans l'eau (1962): Florence.
- Le Rendez-vous de minuit (1962): Fifine.
- La Dénonciation (1962)
- Douce Violence (1962)
- Sibila (1962): Lulu.
- Les Bricoleurs (1963): Una candidata a licencia de conducir.
- Les Veinards (1963): Corinne (segmento: «Le yacht»).
- Du mouron pour les petits oiseaux (1963)
- Le motorizzate (1963): Hermana María (segmento: «Carmelitane sprint»).
- Ballo in maschera da Scotland Yard (1963): Brenda.
- Comment trouvez-vous ma soeur? (1964): Cécile.
- Queste pazze, pazze donne (1964): Greta (segmento: «Il gentil sesso»).
- Clémentine chérie (1964): Clementine.
- La cena de los cobardes (1964): Sophie.
- Canzoni, bulli e pupe (1964): France.
- 24 horas para matar (1965): Franzi Bertram.
- Le Lit à deux places (1965): La esposa.
- James Tont operazione D.U.E. (1966): Helen Collins.
- Le Plus Vieux Métier du monde (1967): Catherine (segmento: «Aujourd'hui»).
- Carolina querida (1968): Carolina de Bievre.